# Quá sôi

Để sự sôi có thể xảy ra, áp suất hơi phải vượt quá áp suất của môi trường xung quanh cộng với một lượng nhỏ áp suất gây ra bởi sự căng bề mặt.

Trong vật lý, quá sôi (superheating, còn gọi là quá nhiệt hay siêu sôi) là hiện tượng mà một chất lỏng được làm nóng tới một nhiệt độ cao hơn điểm sôi của nó nhưng không sôi. Đây là một trạng thái cận ổn định, khi sự sôi có thể xảy ra vào bất kỳ lúc nào, nếu được kích thích bởi các tác nhân bên ngoài hoặc bên trong. Sự quá sôi có thể đạt được bằng cách đun nóng một chất lỏng đồng nhất trong một vật chứa sạch, không có các hạt nhân sôi, trong khi cần chú ý không được làm xáo trộn chất lỏng. Điều này có thể xảy ra bằng cách đun nước trong lò vi sóng trong một vật chứa với vách cực kỳ trơn. Làm xáo trộn nước có thể khiến nước nóng bắn ra một cách không an toàn và dẫn đến bỏng.
Đối với nước, thuật ngữ "nước quá nhiệt" cũng được dùng để chỉ nước siêu nóng, ở nhiệt độ cao hơn nhiệt độ sôi thông thường 100 °C (212 °F) nhưng ở dưới nhiệt độ tới hạn của nó do áp suất tăng.

## Nguyên nhân
Nước được gọi là "sôi" khi các bong bóng hơi nước có thể mọc lên và nở ra mà không bị giới hạn và bị vỡ chỉ khi nó lên tới mặt thoáng. Để một bong bóng hơi có thể nở ra, nhiệt độ phải đủ cao để áp suất hơi bằng hoặc vượt quá áp suất xung quanh (chủ yếu là áp suất khí quyển). Dưới nhiệt độ đó, một bong bóng hơi nước sẽ co lại và biến mất.
Sự quá sôi là một ngoại lệ của nguyên lý đơn giản này; một chất lỏng đôi khi được quan sát không sôi cho dù áp suất hơi của đã vượt quá áp suất xung quanh. Nguyên nhân là do một lực khác, lực căng bề mặt ức chế sự phát triển của các bong bóng trong nước.
Sức căng bề mặt làm cho bong bóng hơi hoạt động giống như một quả bóng đàn hồi. Áp suất bên trong được tăng lên một ít bởi "vỏ" của bóng đang co lại. Để bong bóng có thể nở ra, nhiệt độ phải được tăng lên trên điểm sôi một ít để tạo ra áp suất hơi đủ lớn để vượt qua cả sức căng bề mặt và áp suất xung quanh.
Sự quá sôi khiến cho nước nóng dễ bị bắn ra, đó là do một bong bóng lớn có thể phồng ra dễ dàng hơn bong bóng nhỏ; giống như khi thổi bóng bay, phần khó nhất là khi bắt đầu. Áp suất dư {\displaystyle \Delta p} tạo ra do sức căng bề mặt tỉ lệ nghịch với đường kính {\displaystyle d} của bong bóng. Tức là, {\displaystyle \Delta p\propto d^{-1}}. Có thể suy ra điều này bằng cho một mặt phẳng tưởng tượng cắt một bong bóng làm hai nửa. Mỗi nửa bị kéo vào giữa với lực căng bề mặt {\displaystyle F\propto \pi d}, và phải được cân bằng bởi lực từ áp suất dư {\displaystyle \Delta p\times (\pi d^{2}/4)}. Do đó ta có {\displaystyle \Delta p(\pi d^{2}/4)\propto \pi d}, có thể giản ước thành {\displaystyle \Delta p\propto d^{-1}}.
Điều này có nghĩa là nếu những bong bóng to nhất trong một vật chất là nhỏ, đường kính chỉ cỡ một vài micromet, vượt qua sức căng bề mặt có thể cần một lượng{\displaystyle \Delta p} lớn, do đó cần vượt qua điểm sôi một vài độ Celsius. Một khi một bong bóng đã bắt đầu lớn lên, áp suất căng bề mặt giảm đi đáng kể, nên nó nở ra không ổn định và có thể nổ tung khi vỡ. Trên thực tế, hầu hết vật chứa đều có vết xước hoặc một số biến dạng khác giữ lại các khối không khí đóng vai trò làm bong bóng kích thích sự sôi, và nước không tinh khiết chứa những phần tử nhỏ cũng có thể giữ khối không khí. Quá sôi chỉ chắc chắn xảy ra với một vật chứa trơn chứa nước tinh khiết.

## Sự quá sôi trong lò vi sóng
Sự quá sôi có thể xảy ra khi một vật chứa nước không bị xáo động được đun nóng trong một lò vi sóng. Ở thời điểm vật chứa được lấy ra, sự thiếu đi các hạt nhân sôi ngăn cản sự sôi xảy ra, mặt nước vẫn còn tĩnh. Tuy nhiên, một khi nước bị xáo động, một phần sẽ bốc hơi nhanh một cách dữ dội thành hơi nước nóng, có thể sẽ làm cho nước sôi bị bắn ra ngoài vật chứa. Sự sôi có thể được kích thích bằng cách đẩy vào cốc, cho vào một dụng cụ khuấy, hay thêm vào một chất khác như bột cà phê hay đường. Khả năng xảy ra quá sôi là lớn hơn đối với vật chứa vách trơn, bởi vì những chỗ trầy xước hoặc lồi lõm có thể chứa các khối nhỏ không khí, đóng vai trò làm hạt nhân kích thích sự sôi. Sự quá sôi dễ xảy ra hơn sau khi một vật chứa không bị xáo động được làm nóng và làm nguội một cách lặp lại, chẳng hạn khi một cốc cà phê bị bỏ quên được hâm nóng trở lại mà không được lấy ra khỏi lò vi sóng. Điều này là do sự làm nóng lặp giải phóng các khí hòa tan như oxy và nitơ khỏi dung môi. Có một số cách để ngăn chặn sự quá sôi trong một lò vi sóng, chẳng hạn, cho vào một vật không phải là kim loại (chẳng hạn một cái đũa khuấy) vào cốc chứa trước khi đun hoặc sử dụng một cái cốc có xước. Ngoài ra, không nên đun nước trong lò vi sóng trong một thời gian quá lâu.

## Nước quá nhiệt

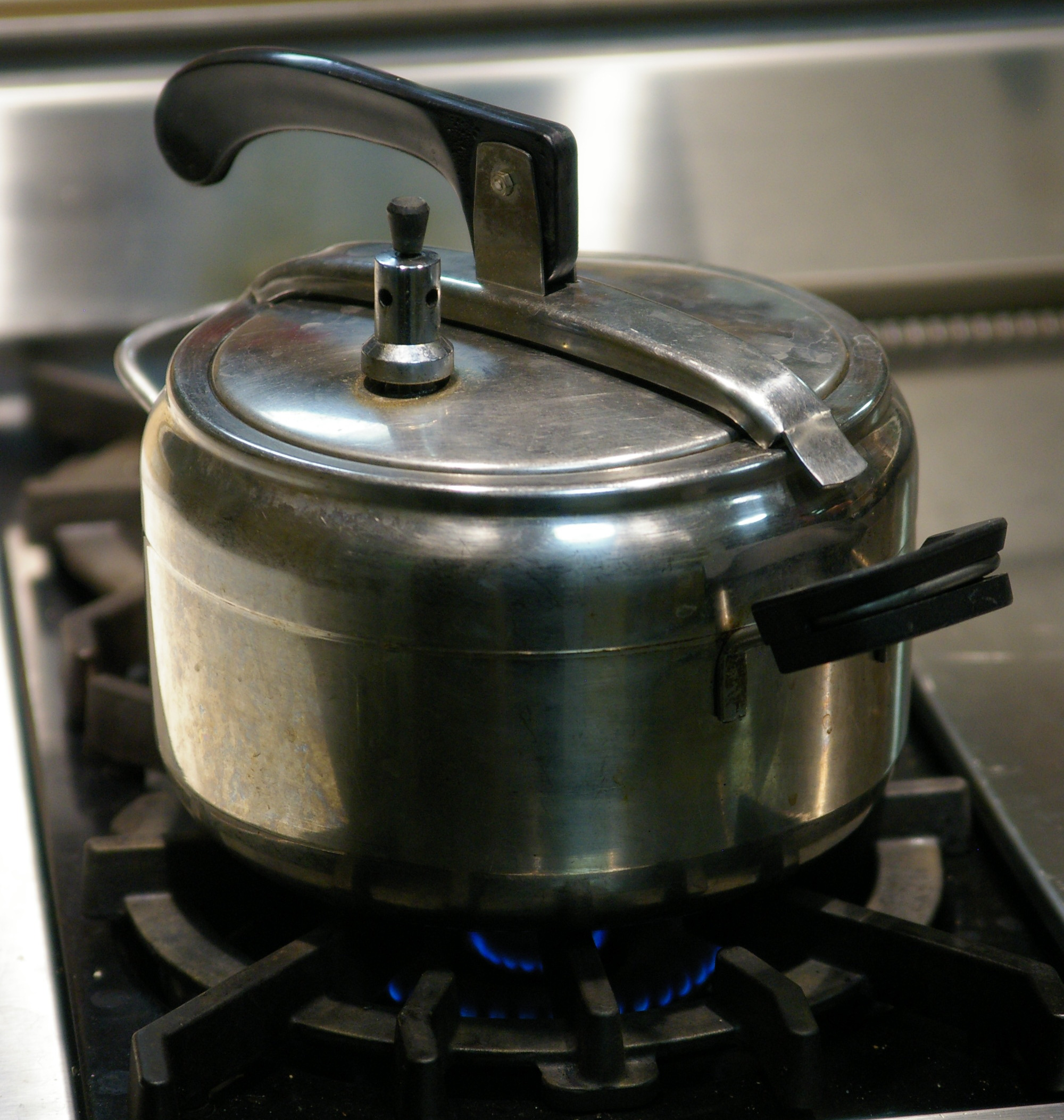
Nồi áp suất tạo ra nước quá sôi, có thể nấu chín thức ăn nhanh hơn nước sôi thông thường.

Nước quá nhiệt hay nước siêu nóng là nước thể lỏng dưới áp suất ở các nhiệt độ giữa điểm sôi thông thường, 100 °C (212 °F) và nhiệt độ tới hạn, 374 °C (705 °F). Nó còn được gọi là "nước dưới tới hạn" hay "nước nóng áp suất". Nước quá nhiệt là ổn định bởi sự tăng áp suất làm tăng điểm sôi, hay bởi vì nước được đun nóng trong một bình kín với một khoảng trống phía trên, nơi nước thể lỏng cân bằng với hơi nước ở áp suất hơi bão hòa. Điều này phân biệt với sự quá sôi được trình bày ở trên của nước ở áp suất khí quyển ở trên điểm sôi thông thường của nó nhưng chưa sôi bởi vì sự thiếu đi các hạt nhân kích thích cho sự sôi, đôi khi được quan sát bằng cách đun chất lỏng trong lò vi sóng.
Nhiều tính chất khác thường, đặc biệt của nước là do liên kết hydro rất mạnh của nó. Trong khoảng nhiệt độ quá nhiệt, các liên kết hydro bị phá vỡ, thay đổi các tính chất của nước hơn là khi chỉ tăng nhiệt độ đơn thuần. Nước trở nên ít phân cực hơn và trở nên giống hơn với một dung môi hữu cơ, chẳng hạn như methanol hay ethanol. Độ tan của các vật liệu hữu cơ và các khí cũng tăng tới vài bậc độ lớn và nước có thể đóng vai trò làm dung môi, chất thử, hay xúc tác trong nhiều ứng dụng công nghiệp và phân tích, bao gồm tách chiết, phản ứng hóa học và làm sạch.

## Ứng dụng
Sự quá sôi của hydro lỏng được sử dụng trong buồng bong bóng.